# آنیکا بروون
آنیکا بروون (انگلیسی: Annika Bruhn؛ زادهٔ ۵ اکتبر ۱۹۹۲) ورزشکار ورزش شنا اهل آلمان است.
وی در مسابقات کشوری و بین‌المللی در مجموع برندهٔ ۱ مدال طلا و ۲ مدال برنز شده‌است.